# Функция на Бесел
В математиката функция на Бесел, дефинирана за първи път от Даниел Бернули и обобщена от Фридрих Бесел, са решения в канонична форма {\displaystyle y(x)} на диференциалното уравнение на Бесел:
{\displaystyle x^{2}{\frac {d^{2}y}{dx^{2}}}+x{\frac {dy}{dx}}+(x^{2}-\alpha ^{2})y=0}
за произволно реално или комплексно число {\displaystyle \alpha } (ред на функцията на Бесел); най-честите и най-важните случаи са за {\displaystyle \alpha } цяло или дробно число.